# 南洋踊り
南洋踊り（なんようおどり）は小笠原諸島（東京都小笠原村）で見られる踊りである。2000年（平成12年）に「小笠原の南洋踊り」として東京都指定無形民俗文化財に指定された。1968年（昭和43年）の本土復帰頃までは一般的に土人踊り（どじんおどり）と呼ばれていた。
大正末から昭和初期にかけて、当時日本の委任統治領だった南洋諸島（サイパンなど）へ出かけたジョサイア・ゴンザレスが、現地の踊りを父島に持ち帰ったのが始まりとされる。父島で教職を務めていた菊池虎彦が青年学校でこの踊りを教えたため、島の若者の間で座興の踊りとして広まり、やがて大神山神社例大祭の日に波止場で特設ステージが作られるなど、島全体の娯楽として定着していった。母島でも昭和7〜8年頃、南洋諸島の開拓事業から戻った浅沼国義が現地で習得した踊りを酒宴の席で披露し、たちまち島民の好評を集めて月ヶ岡神社例大祭の演目の一つにまでなった。
土人踊りは本土から小笠原へ派遣されてきた日本軍の兵隊の間でも人気があり、基地内の余興の場で披露されるほどであった。その後、太平洋戦争の激化によって小笠原島民は本土へ強制疎開となり南洋踊りは一時途絶えるが、懐かしい故郷の芸能として疎開先でも折々踊られた。本土復帰後、浅沼正之らを中心に南洋踊りが復興され、1981年（昭和56年）には保存会も設立され、現在に至っている。